# Estació de Marqueixanes
Marqueixanes (en francès i oficialment Gare de Marquixanes) és una estació de ferrocarril de la línia Perpinyà - Vilafranca de Conflent - La Tor de Querol, situada a la comuna del mateix nom, a la comarca del Conflent (Catalunya del Nord).
És just al nord del poble, al costat nord de la carretera general, a l'Avinguda de Roger Roquefort (la carretera).
| Procedència/Destinació       | <     | Línia | >           | Procedència/Destinació |
| ---------------------------- | ----- | ----- | ----------- | ---------------------- |
| : Transport express régional |       |       |             |                        |
| Perpinyà                     | Vinçà |       | Prada-Molig | Vilafranca de Conflent |